# Seter szkocki

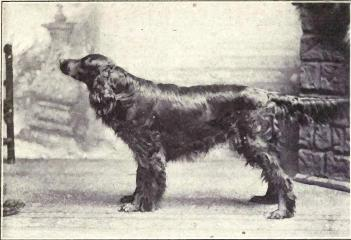
Zdjęcie psa z 1915 roku

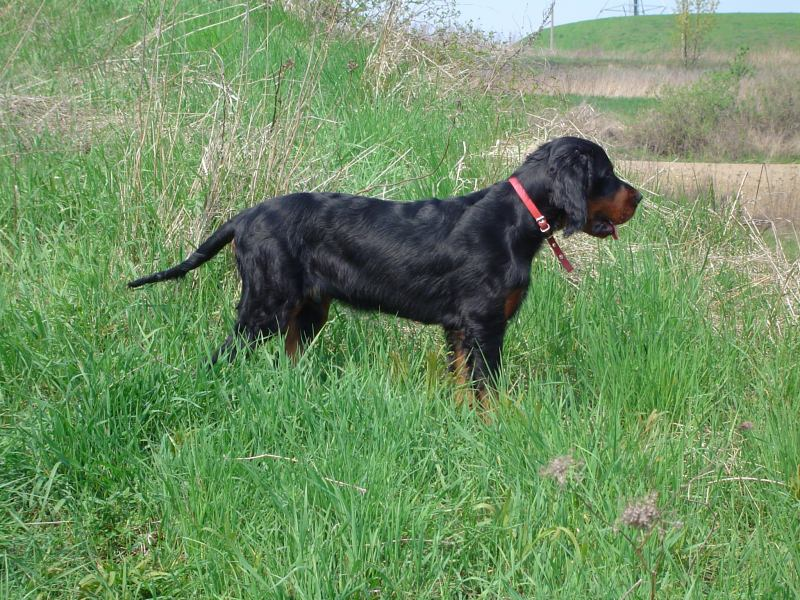
Pięciomiesięczny pies

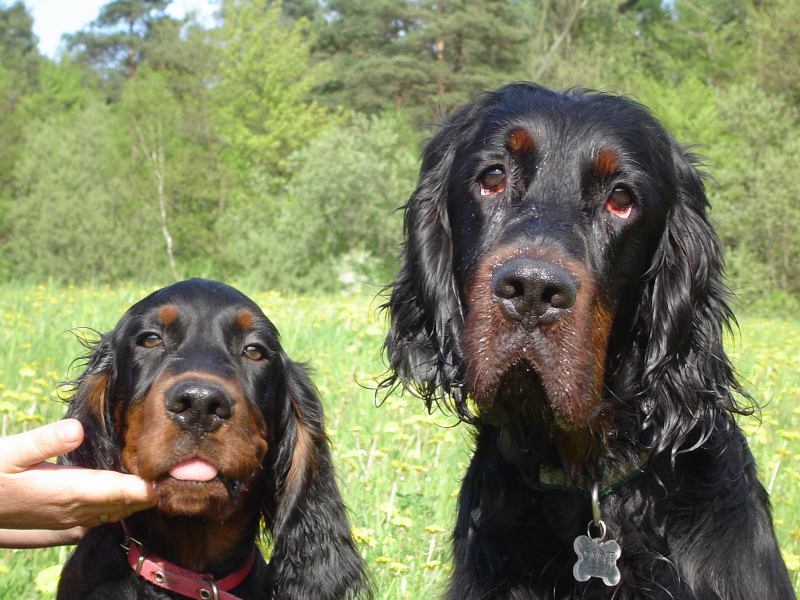
Głowy: pięciomiesięcznego i dwuletniego gordona

Seter szkocki, gordon – jedna z ras psów należąca do grupy wyżłów w sekcji wyżły brytyjskie w typie seterów. Podlega próbom pracy. Typ wyżłowaty.

## Rys historyczny
Czarno-rude setery występowały w Szkocji już w XVII wieku. Nieznany autor opisuje też setery maści czarno-rudej pod koniec XVIII wieku jako niezbyt szybkie, lecz za to bardzo wytrzymałe, o doskonałym węchu. Gdy robiły stójkę, myśliwy mógł być pewien, że przed nim znajduje się zwierzyna. Dalsze wzmianki wspominają, iż lord von Bute hodował w Szkocji setery maści czarnej, przy czym nie jest jasne czy były one jednolicie czarne, czy też czarne podpalane.
Rasa zawdzięcza swe powstanie lordowi Alexandrowi Gordonowi, który w 1820 roku zapoczątkował własną hodowlę seterów. Gordon, chcąc uzyskać trójkolorowe psy, skrzyżował setera z czarną suką rasy owczarek (prawdopodobnie szkocki collie), jednak bez rezultatu. Nie wiadomo jednak, czy te psy były użyte do dalszej hodowli.
Właściwa hodowla i utrwalenie rasy zaczęło się dopiero po śmierci Gordona w roku 1837, a setery maści czarnej z rudym podpalaniem pojawiły się licznie dopiero w latach 60., zaś na wystawach osobna klasa gordon setera została stworzona w 1861.
Do powstania gordonów przyczyniły się prawdopodobne krzyżówki z bloodhoundami, po których odziedziczyły one wyraźne fafle.

## Wygląd ogólny
Opracowany przez Międzynarodową Federację Kynologiczna w 2009 roku wzorzec tej rasy setera przedstawia budowę i wygląd w następujący sposób:

### Głowa
- Raczej głęboka niż szeroka
- Odległość od guza potylicznego do stopu jest nieco większa niż od stopu do nozdrzy.
- W okolicach oczu głowa powinna sprawiać wrażenie suchej.
- Kufa dość długa, czarny i szeroki nos, przylegające wargi, wiszące i cienkie uszy oraz ciemno piwne oczy.

Mózgoczaszka:
- Czaszka lekko zaokrąglona i pojemna, najszersza między uszami, nieco dłuższa niż kufa.
- Guz potyliczny bardzo wyraźny i zaznaczony.
- Stop wyraźny.

Trzewioczaszka:
- Nos duży, szeroki, czarny, o szeroko rozwartych nozdrzach.
- Kufa długa, o prawie równoległych liniach, nie może być szpiczasta czy wąska, a jej głębokość powinna być minimalnie mniejsza niż długość.
- Wargi wyraźnie zarysowane, ale niezbyt obwisłe.
- Szczęki mocne, z kompletem zębów i prawidłowym zgryzem nożycowym.
- Policzki nie mogą być wydatne, aby głowa sprawiała wrażenie suchej.
- Oczy ciemnobrązowe i lśniące, o żywym i inteligentnym wyrazie, osadzone odpowiednio głęboko po łukami brwiowymi, nie mogą być zapadnięte lub zbyt wypukłe.
- Uszy delikatne nisko osadzone o średniej wielkości i przylegające do głowy.

### Szyja
- Długa i sucha, z łukowato wygiętą górną linią, bez obwisłego podgardla.

### Tułów
- Tułów umiarkowanej długości z głęboką klatką piersiową lecz nie nazbyt szeroką.
- Żebra dobrze wysklepione i sięgające daleko ku tyłowi.

### Kończyny
Kończyny przednie: mocne, o płaskich i prostych kościach
- Łopatki: długie i ukośnie ustawione daleko ku tyłowi, płaskie i dobrze związane w kłębie. Niepożądane zbyt ciężkie.
- Łokcie: nisko osadzone pod tułowiem.
- Śródręcza: ustawione pionowo do podłoża.
- Łapy: owalne, z dobrze wysklepionymi, zwartymi palcami. Pomiędzy palcami obficie owłosione. Opuszki dobrze rozwinięte, mocne.

Kończyny tylne:
- Od biodra do stawu skokowego długie, szerokie i umięśnione.
- Od stawu skokowego do stopy proste, krótkie i mocne.
- Miednica prawie pozioma.,
- Stawy kolanowe dobrze kątowane.
- Łapy: owalne, z dobrze wysklepionymi, zwartymi palcami. Pomiędzy palcami obficie owłosione. Opuszki dobrze rozwinięte, mocne.

### Szata i umaszczenie
Włos: 
Na głowie, przedniej stronie kończyn i na końcach uszu powinien być krótki i delikatny. W pozostałych partiach średniej długości, przylegający, nie kędzierzawy ani falisty. Występują frędzle:
- w górnej części uszu długie i jedwabiste,
- na tylnej części kończyn długie, delikatne i proste,

Umaszczenie:
- Sierść smoliście czarna i lśniąca, bez śladu rdzawego nalotu.
- Podpalanie w kolorze dojrzałego kasztana.
- Dopuszczalne czarne znaczenia pod żuchwą i wzdłuż palców.
- Niegdyś gordon miał białe znaczenia[3].
- Obecnie na piersi dopuszczalne jest tylko małe znaczenie w kolorze białym.
- Inne kolory są niedopuszczalne.

Podpalania:
- nad oczami w formie punktowych znaczeń (max. 3/4 cala średnicy),
- na bokach kufy tworzy obwódkę otaczającą kufę, jednak nie wyżej niż do nasady nosa,
- na podgardlu,
- na piersi dwie duże wyraźnie odcinające się plamy,
- na wewnętrznej stronie ud na przedniej części kolan i zachodzi na zewnętrzną powierzchnię tylnych kończyn od stawu skokowego do palców,
- na przednich kończynach od łokci z tyłu do nadgarstków lub nieco wyżej z przodu,
- wokół odbytu,

### Ogon
- Jest stosunkowo krótki, lekko szablasty, noszony poniżej linii grzbietu lub równo z nim, nie sięgający poniżej stawu skokowego.
- Gruby u nasady, zwężający się ku końcowi.
- Posiadają tzw. pióro, czyli wydłużoną sierść na ogonie, dłuższą u nasady i skracającą się ku końcowi.

### Wady
Wszelkie odstępstwa od wzorca rasy są traktowane jako wady, a ich ocena zależy od stopnia, wpływu na zdrowie czy zdolność do pracy. Niektóre wady są traktowane jako dyskwalifikujące w przypadku gdy seter jest agresywny lub znacznie lękliwy. Dodatkowo samce muszą mieć w pełni wykształcone oba jądra, całkowicie w worku mosznowym.

## Charakter i temperament
Są to psy inteligentne, wytrwałe o dość silnym uporze w pracy, uważne i cierpliwe. Dla członków rodziny są przyjazne i wrażliwe, łagodne dla dzieci. W stosunku do obcych są przyjazne i towarzyskie, jednak na początku nieufne, zwykle zachowują duży dystans. Są to psy, które bardzo mało szczekają. 
Szkolenie ich wymaga doświadczenia i odpowiedniego prowadzenia, innego niż wyżły kontynentalne. Jest ono nietrudne, ponieważ uczą się chętnie. Istotna jest także dla tej rasy wczesna i poprawna socjalizacja. Bardzo mocno przywiązują się do swojego właściciela.

## Użytkowość
Pies myśliwski. Jak wszystkie wyżły brytyjskie, był i jest używany jako pies wystawiający (legawiec) w polowaniach na ptactwo, najczęściej przepiórki, kuropatwy i bażanty. Sprawdzał się w polowaniach przy pieszym myśliwym ze względu na większą masę i przez to wolniejsze chody przy okładaniu pola. Obecnie jest także często wykorzystywany jako pies rodzinny oraz do towarzystwa.

## Zdrowie i pielęgnacja
Łatwy do utrzymania, potrzebuje czesania przynajmniej raz dziennie, kąpanie w razie konieczności.
Wymagają regularnej, dziennej dawki ruchu na świeżym powietrzu. Psy tej rasy przejawiają średnie ryzyko do wystąpienia skrętu żołądka.

## Popularność
Rasa ta w Polsce jest mało popularna. Popularniejsze od gordonów są setery irlandzkie.